# Personenverkehr in Daressalam
Der Artikel Personenverkehr in Daressalam beschreibt die Situation des Personenverkehrs in der bevölkerungsreichsten Stadt Tansanias, Daressalam.
Das staatliche Projekt Transport Orientated Development (TOD) arbeitet an nachhaltiger Entwicklung des Stadtverkehrs.

## Übersicht
Der städtische Nahverkehr wird fast ausschließlich durch Daladala- sowie Mwendokasi-Linien bewältigt.
Die Zentralbahn der Tansanischen Eisenbahngesellschaft TRC verfügt zwar über mehrere Stationen innerhalb des Stadtgebietes zwischen den Bahnhöfen Daressalam Kamata und Pugu; diese werden jedoch selten für innerstädtische Fahrten genutzt, da parallel verlaufende Daladala-Linien häufiger verkehren.
Bajajis verkehren teilweise als Sammeltaxis auf jenen Strecken, auf denen zu wenig Nachfrage besteht, um den Betrieb durch Daladala- oder Mwendokasi-Busse anzubieten.

## Daladala

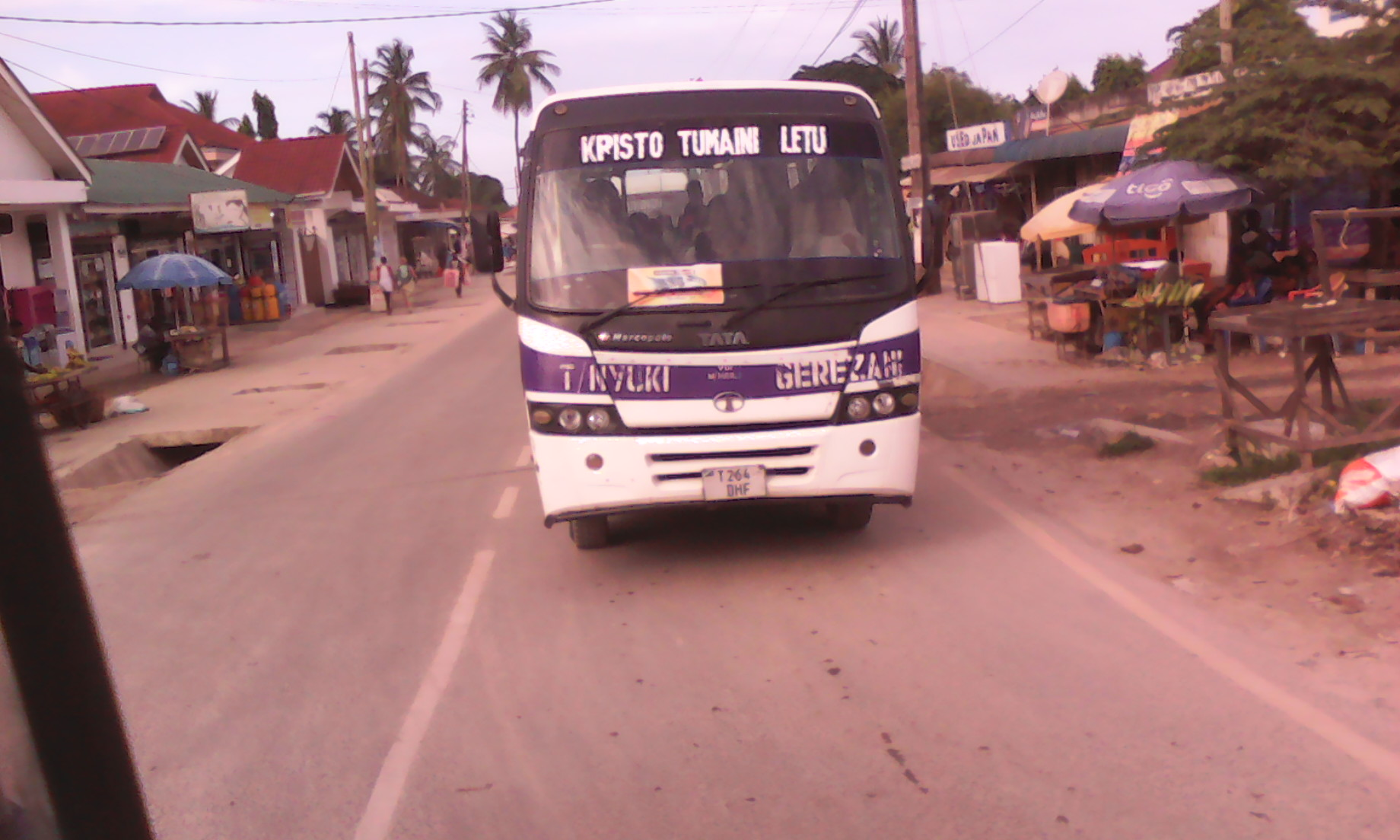
Ein Daladala-Bus in Daressalam

Daladalas sind Kleinbusse, welche ähnlich jenen der „Matatu“ in Kenia bzw. der Danfo in Nigeria in der Regel über 22 Sitzplätze verfügen, nur eine Tür haben und mit Schaffner besetzt sind. Die Daladala-Linie Kawe-Bagala/Rangi Tatu verfügt über zweitürige Busse mit vier Sitzen pro Reihe und hat 48 Sitzplätze.
Wie in Afrika und Asien üblich, sind die Linien nicht durch Nummern, sondern Farben gekennzeichnet. Anders als in Metrosystemen weist jede Buslinie wenigstens zwei Farben auf und zwar jene der Endstelle der Linie.
Der Name Daladala ist abgeleitet vom Kiswahili-Wort Dala welches für ein Fünftel steht und aus der Zeit von vor der Inflation stammt, in welcher ein Einzelfahrschein für eine Daladala-Fahrt ein Fünftel eines Tansanischen Schillings kostete.
Besonders in der Hauptverkehrszeit sind diese sehr stark ausgelastet.
Vorteilhaft sind Daladalas verglichen mit den Mwendokasi-Bussen aufgrund kürzerer Wartezeiten bedingt durch dichtere Intervalle.

## Mwendokasi

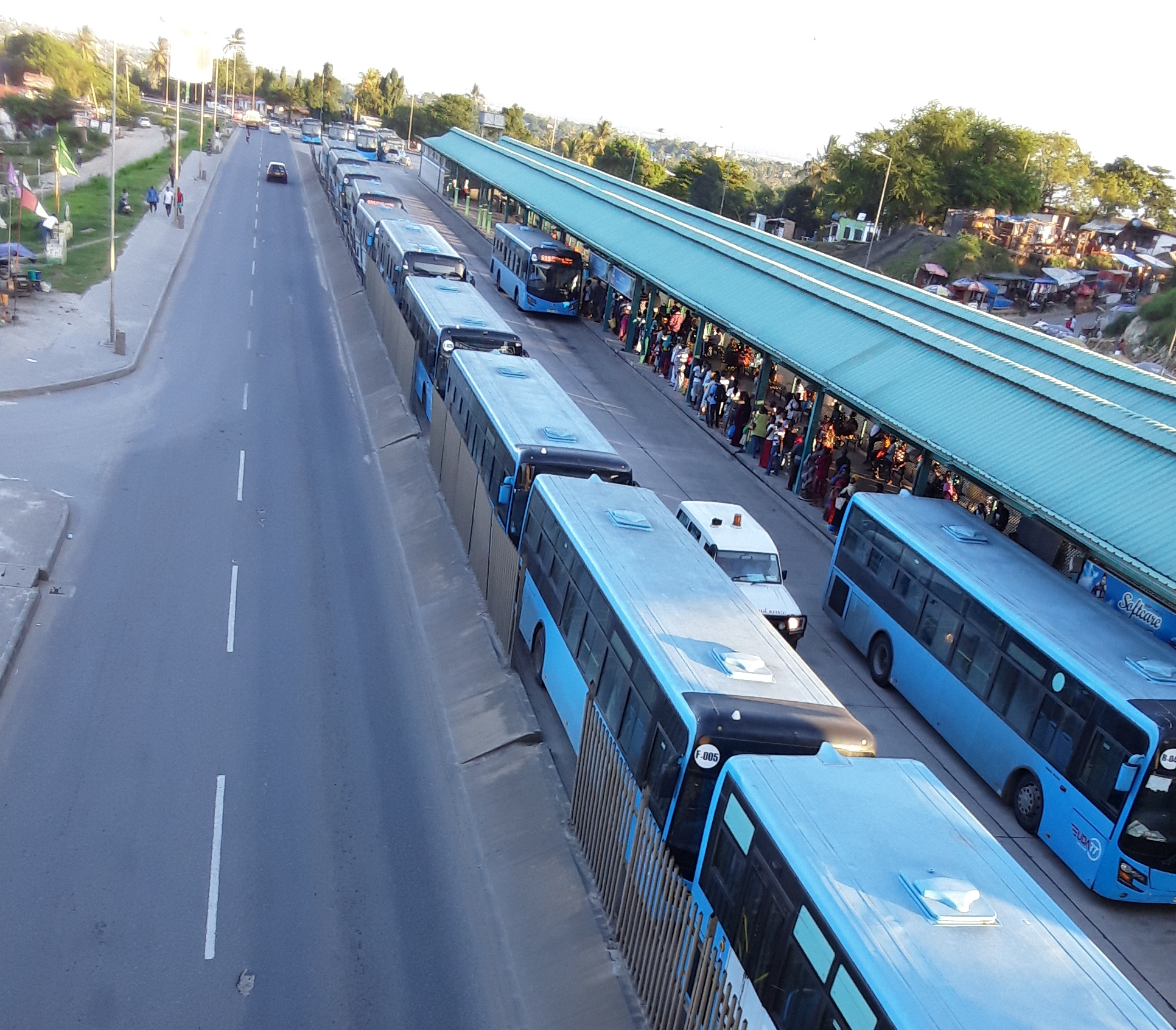
Mwendokasi-Busse in einem der Terminals

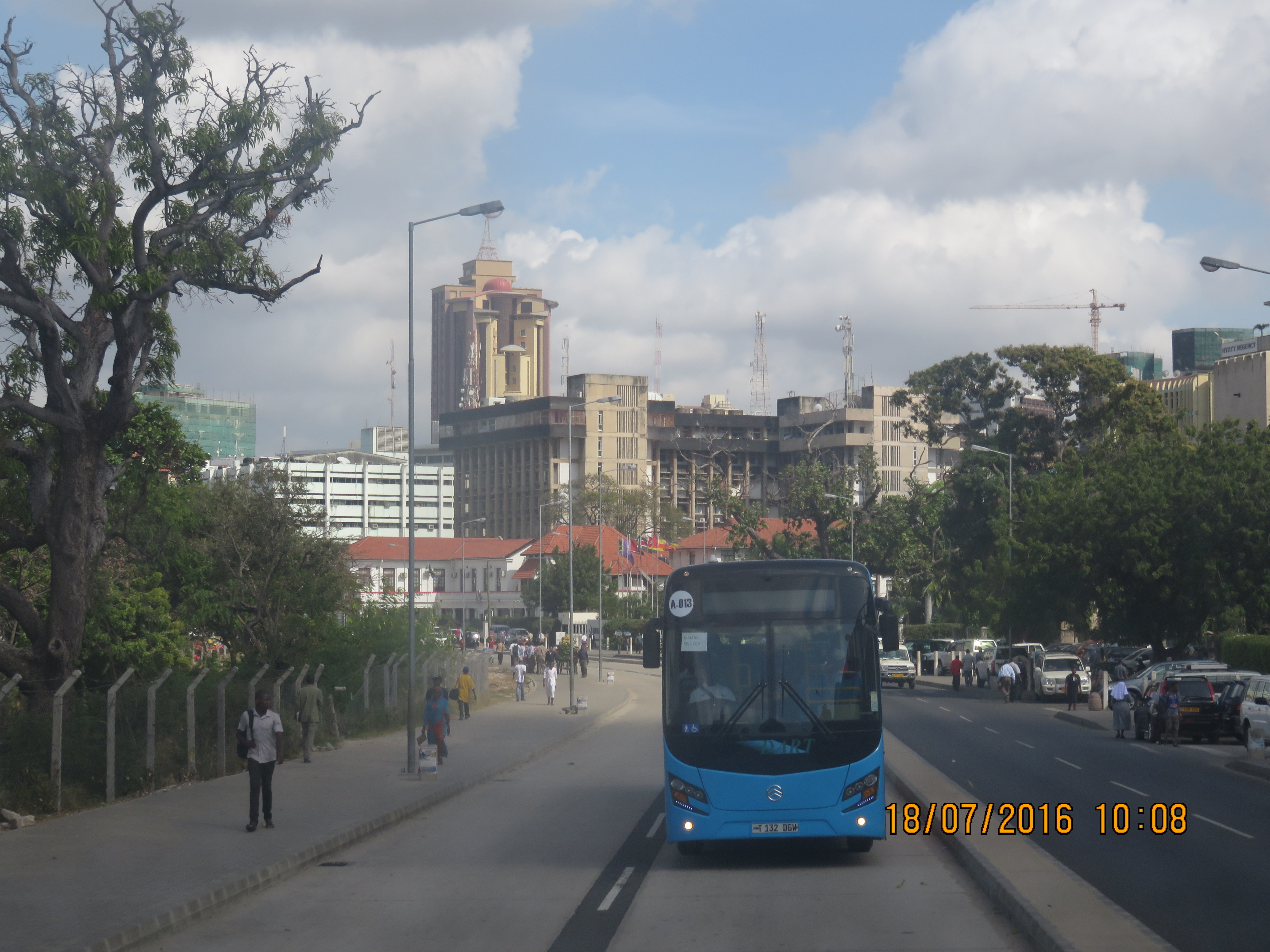
Mwendokasi-Bus zwischen den Stationen Posta ya Zamani und Kivukoni in der Innenstadt

Mwendokasi, zu deutsch „Schnellgeher“, ist ein Metrobussystem, das von Dar es Salaam Rapid Transit (UDART) im Auftrag des Verkehrsverbundes TOD betrieben wird.
Es handelt sich um ein Metrobussystem, bestehend aus derzeit zwei Hauptstrecken: Kimara-Gerezani/Kivukoni sowie Morocco-Gerezani/Kivukoni mit einer nach Muhimimbali Hospitali abzweigenden Linie.
Die Busse verkehren mit Ausnahme des Endabschnittes nach Gerezani sowie der Stichstrecke nach Muhimimbali Hospitali weitestgehend auf eigener Trasse. Diese ist durch eine niedrige Mauer von ca. 30 cm Höhe vom motorisierten Individualverkehr getrennt.
Die raschere Reisezeit wird nicht durch höhere Geschwindigkeit erzielt, sondern durch kürzere Aufenthalte in den Stationen verglichen mit den Daladalas, sowie dadurch, dass die Busse von Staus nicht betroffen sind und nur in Stationen, an Ampeln und Fußgängerübergängen halten.
Mwendokasi-Busse sind zwar keine Schienenfahrzeuge, ihr System ähnelt dennoch dem einer Metro. Die überwiegend eigene Trasse, die geschlossenen Stationen sowie der Fahrschein-Kontrolle am Zugang der Bussteige, welche seit 2025 über Drehkreuze verfügen, lassen das Mwendokasi-Netz einem Metrosystem ähnlich werden. In sämtlichen Stationen gibt es Ticketschalter.
2024 wurde neben den Papiertickets ein Plastikkarten-System eingeführt. Die Chips können an Wakala-Ständen (Stände für Handy-Guthaben und Geldtransfer) aufgeladen und an den Drehkreuzen ebenfalls ausgelesen werden.
Alle Stationen sind permanent mit Sicherheits- und Ticketverkaufspersonal besetzt. Sämtliche Stationen haben Wetterschutz: sie sind komplett überdacht und umschlossen. Einige Stationen haben Fahrgast-WC und Snackautomaten. Die Stationen und der Einstieg in die Busse sind teilweise barrierefrei. Alle Stationen und Bussteige sind per Rampe erreichbar und es besteht kein Niveauunterschied beim Einstieg, wo Barrierefreiheit gegeben ist. Blindenleitlinien werden bei Bau seit 2024 angebracht, akustische Ansagen erfolgen zum Teil in den Bussen, nicht aber in Stationen. Blindenschrift existiert nicht.
Diese Angaben beziehen sich auf die Mwendokasi-Terminals Kivukoni, Gerezani, Morocco, Kimara und Ubungo.

## Bodaboda
Bodaboda sind Motorradtaxis, welche im gesamten Stadtgebiet verkehren. Von der Bevölkerung werden diese allerdings als sehr gefährlich und störend aufgrund unnötiger Lärmbelästigung durch permanentes Hupen eingestuft.

## Bajaji

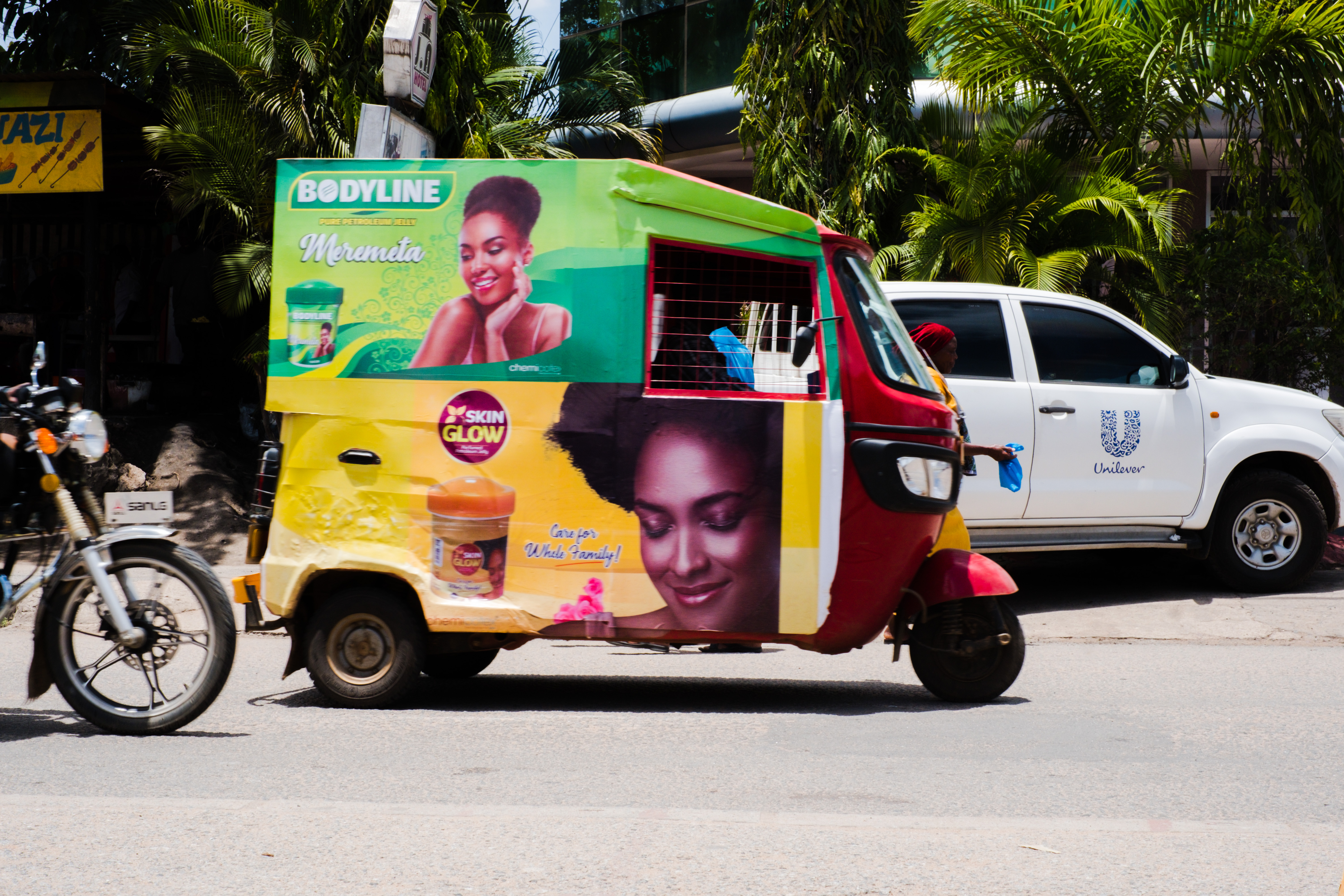
Ein Bajaji in Daressalam

Bajajis sind Fahrzeuge, welche den Tuktuk in Thailand ähneln. Zumeist verkehren sie als Taxi oder Sammeltaxi auf Strecken, auf welchen zu wenig Fahrgäste vorhanden sind, um Daladala- oder Mwendokasi-Betrieb anzubieten wie z. B. auf der Strecke Mlimani City - Goba. Auf einigen Strecken verkehren sie parallel zu Daladalas, welche eine höhere Fahrgastzahl aufweisen, alsdass sie die Daladala-Linie alleine bewältigen könnte wie z. B. jene von Palm Village nach Kawe.

## Stadtfähre

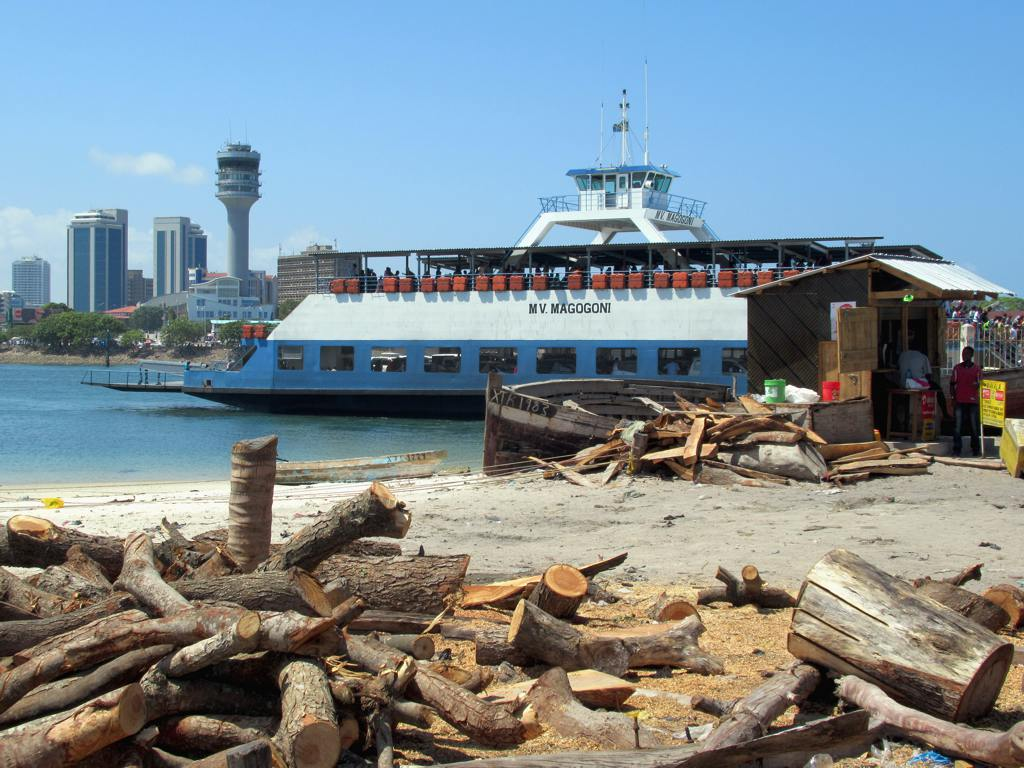
Die Kigamboni-Fähre

Eine innerstädtische Fährlinie verkehrt vom Kivukoni-Terminal des Mwendokasi-Netzes nach Kigamboni. Diese wird umgangssprachlich als „Kigamboni-Ferry“ bezeichnet.

## Zentralbahn

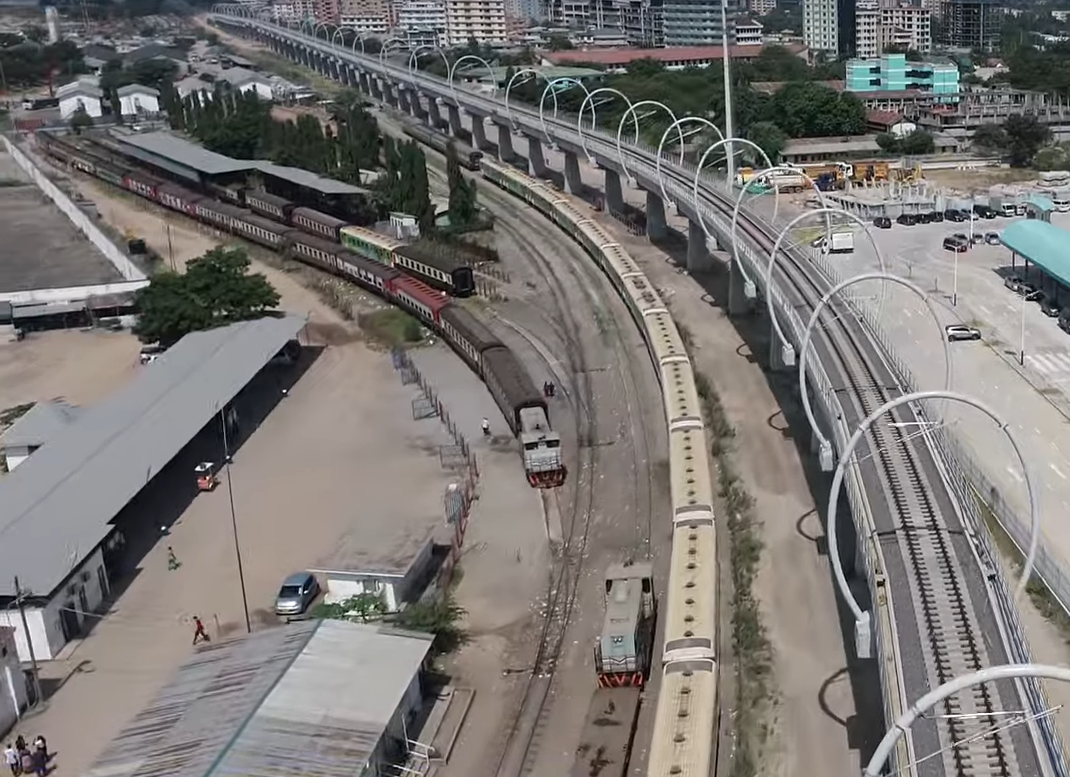
Bahnhof Dar es Salaam Kamata der Zentralbahn

Innerhalb des Stadtgebietes von Daressalam befinden sich mehrere Bahnhöfe (Daressalam- Kamata, Ilala und Pugu) der Bahnstrecke Daressalam - Kigoma (Zentralbahn), welche zwar auch zu Fahrten innerhalb des Stadtgebietes nutzbar sind, jedoch verkehrt der Zug seltener als die parallel zur Zentralbahn verkehrenden Daladala-Linien.

## Sonstige Verkehrsmittel
Rikschas, Fiaker oder andere unmotorisierte Verkehrsmittel existieren mit Stand 2025 nicht.

## Park and Ride
2025 sind noch keine Park-and-Ride-Anlagen vorhanden. Eine Verknüpfung mit dem Mwendokasi-System, insbesondere an den Terminals in Morocco und Kimara, wäre machbar und sinnvoll, um die Innenstadt vom motorisierten Individualverkehr zu entlasten.

## Bike and Ride
Bike-and-ride-Anlagen existieren in Dar es Salaam 2025 keine.
Die Fahrradmitnahme in öffentlichen Verkehrsmitteln ist außer in der Zentralbahn nicht erlaubt.

## Übergang zum öffentlichen Personenfernverkehr

### Fernbahn

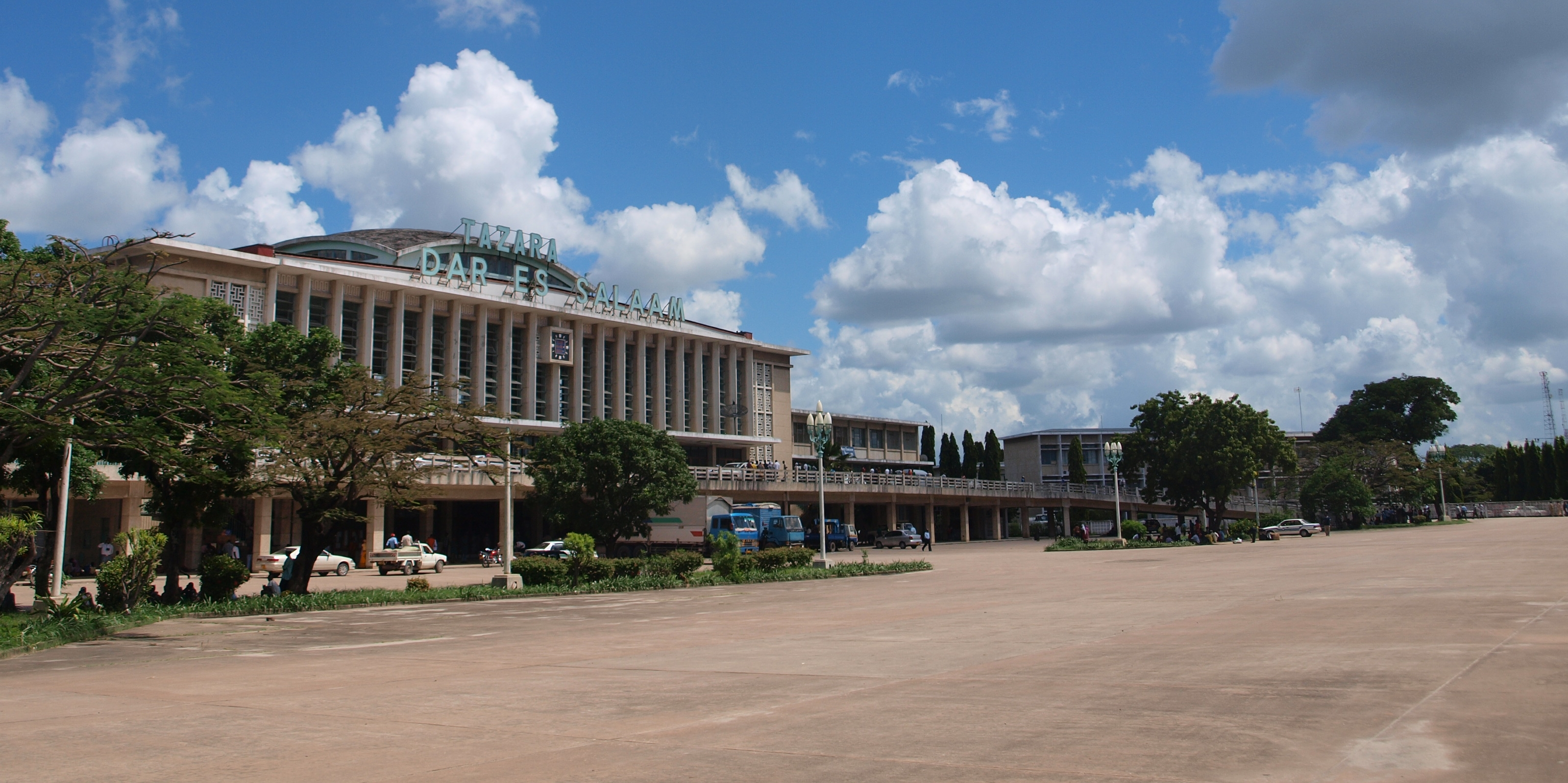
Bahnhof Daressalam Tazara

- Bahnhof Magufuli (neuer Hauptbahnhof). Dieser liegt nahe der Mwendokasi-Station Halmashauri ya jiji sowie der in Bau befindlichen Mwendokasi-Station Waterfront
- Bahnhof Kamata. Er liegt nahe des Mwendokasi Terminal Gerezani
- Der Bahnhof Tazara ist derzeit nicht per Mwendokasi erreichbar. Eine neue Linie, welche den Bahnhof passiert, ist in Bau

### Fernbus

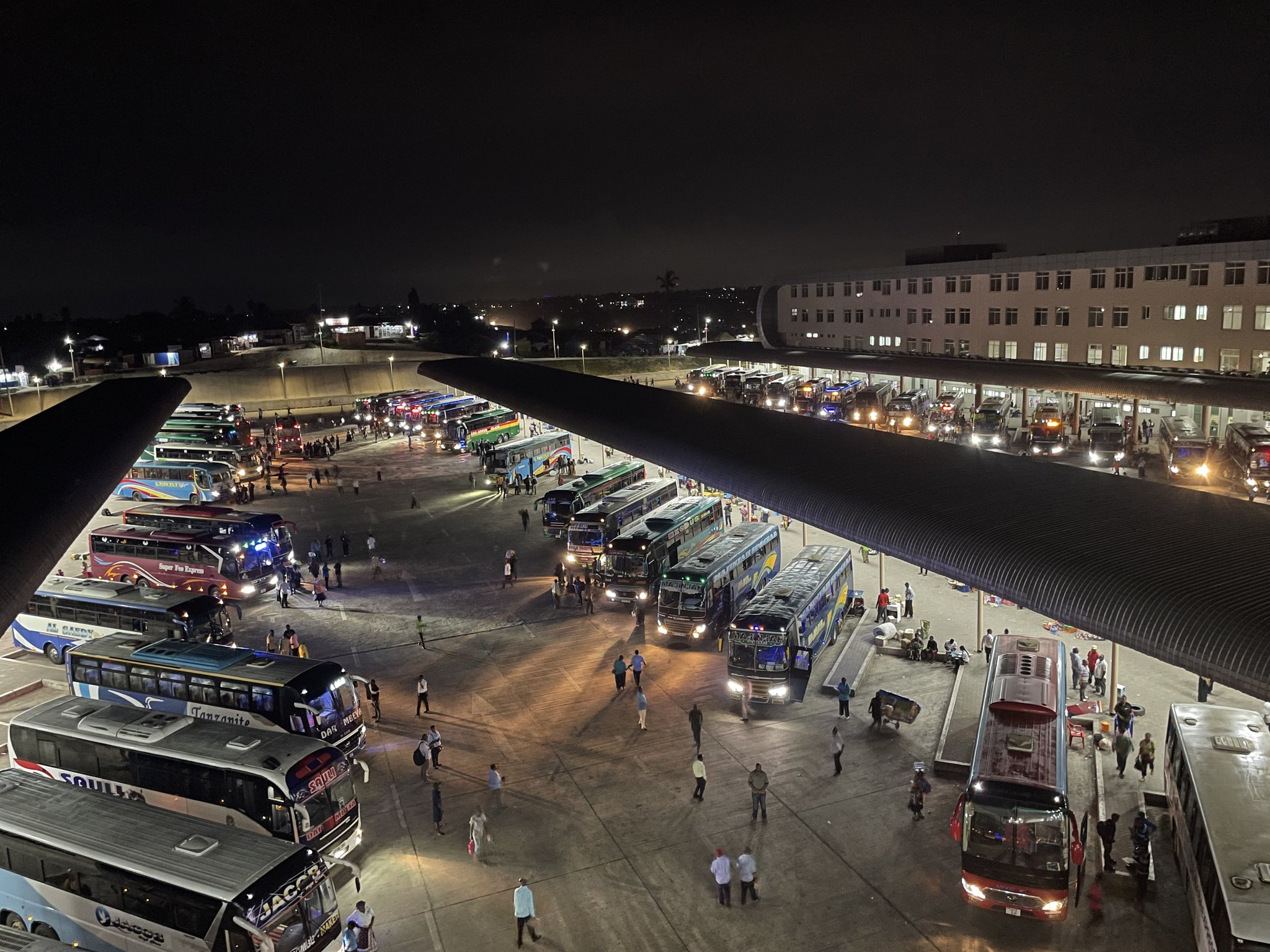
Das neue Magufuli Busterminal in Daressalam-Mbezi

- Das neue Magufuli Busterminal liegt am Ende des in Bau befindlichen Streckenabschnittes der Erweiterung des Mwendokasi-Netzes bis Mbezi.
- Das Shekilango Terminal, welches nach der Schließung des Ubungo-Terminals in Betrieb ging liegt nahe der gleichnamigen Mwendokasi-Station.

### Flughafen
Der Flughafen Daressalam ist 2025 nur per Daladala erreichbar.

### Fern-Fähre
Die Fährterminals nach Sansibar liegen nahe der Mwendokasi-Station Halmashauri ya jiji.